# Liste von Kunstwerken im öffentlichen Raum in Lünen
Die Liste von Kunstwerken im öffentlichen Raum in Lünen gibt einen Überblick über Kunst im öffentlichen Raum, unter anderem Skulpturen, Plastiken, Landmarken und andere Kunstwerke in Lünen, Kreis Unna. Es besteht kein Anspruch auf Vollständigkeit.

## Kunstwerke in Lünen
| Bezeichnung                     | Standort | Koordinate                      | errichtet | Künstler                        | Anmerkungen | Bild |
| ------------------------------- | --- | ------------------------------- | --------- | ------------------------------- | --- | --- |
| Ohne Titel Platzkilometer 14.8  | am Horstmarer See, nordwestliches Seeufer | 51° 35′ 56″ N, 7° 32′ 34,4″ O   | 1996      | Erich Reusch                    | Quadratische Stäbe aus Edelstahl, mit farbigem Kunststoff überzogen, Höhe 10 m | |
| Mahnmal zum Pogrom 1938         | Lange Straße (am Lippeufer, Lippebrücke) | 51° 36′ 54,6″ N, 7° 31′ 25,1″ O | 1993      | Gerd Lebjedzinski               | Schwarzer Marmor, Edelstahl, Glas | |
| Flusswächter                    | Merschstraße (am rechten Lippeufer) | 51° 36′ 53,3″ N, 7° 31′ 40,7″ O | 2008      | Kazuo Katase                    | Stahl, Lichtobjekt, Höhe der Stäbe 12 und 24 Meter Der japanische Künstler Kazuo Katase hat das Objekt „Flusswächter“ im Gebiet Mersch in unmittelbarer Nähe des Einfließens der Lippe zur Lüner Innenstadt als "Wächter" entwickelt. | |
| Der Berg ruft                   | Lünen-Süd, Bahnstraße 31 (im Hof des Bergmannsmuseums) | 51° 35′ 25,8″ N, 7° 31′ 26,7″ O | 1993      | Hannes Forster                  | Ein schiefes Haus ohne Dach, versinkt im Erdboden. Das Haus mit den roten Ziegeln erinnert an den Wohnungsbau für Bergleute. Bergsenkungen sind die Folge des untertägigen Steinkohlebergbaus.                                        | |
| Stele                           | Nordlünen, Laakstraße, gegenüber Einmündung Akazienstraße. Ursprünglich stand die Stele vor dem Hallenbad Altlünen, nach dessen Abriss ist sie im Jahre 2016 an die heutige Stelle versetzt worden. | 51° 37′ 44,5″ N, 7° 31′ 11″ O   | 1991      | Georg Heidingsfelder            | Edelstahl, Höhe 7 Meter | Bild gesucht Die Wikipedia wünscht sich an dieser Stelle ein Bild vom hier behandelten Ort. Falls du dabei helfen möchtest, erklärt die Anleitung , wie das geht. BW |
| Brunnen                         | Eingang zum Hauptbahnhof, Münsterstraße | 51° 37′ 2,4″ N, 7° 31′ 45,1″ O  | 1976      | Michael Eichhorn                | Granit | |
| Ohne Titel (Mahnmal)            | Ehem. Jüdischer Friedhof Lünen, zwischen Münster-, Goethe- und Lessingstraße | 51° 37′ 9,5″ N, 7° 31′ 54,7″ O  | 1997      | Reinhold Schröder               | Platzgestaltung, Mayener Basaltsäulen, Bronze, Birken | |
| Verbindung                      | Eingang zur Post, Kurt-Schumacher-Straße | 51° 37′ 5,2″ N, 7° 31′ 34,1″ O  | 1974      | Michael Schoenholtz             | Bronze, Betonpfeiler | |
| Ochsenzug                       | Münsterstraße, an der Persiluhr | 51° 37′ 0,8″ N, 7° 31′ 29,6″ O  | 1990      | Ernemann F. Sander              | Drei Ochsen, Bronze | |
| Hiroshima                       | Eingang zum Tobiaspark, Münsterstraße | 51° 36′ 57,2″ N, 7° 31′ 28,8″ O | 1958      | Anselm Treese                   | Bronze, ursprüngliche Figur war aus Beton, ein weiterer Bronzeabguss der Figur steht in Dortmund | |
| Müder Wanderer                  | Tobiaspark, Münsterstraße/Engelstraße | 51° 36′ 57,9″ N, 7° 31′ 30″ O   | ca. 1927  | Hubert Baumeister               | Stein | |
| Drei Klangspiralen              | Freifläche Graf-Adolf-Straße/Gartenstraße | 51° 36′ 57,9″ N, 7° 31′ 9,9″ O  | 1989      | Christof Schläger               | Klangkunstobjekt, 3 spiralenförmige Gebilde aus Feuerverzinktem Stahl, Hohlräume im Innern enthalten Schaber, Spiralen, Federn, Magneten, Relais zur Geräuscherzeugung.                                                               | |
| Ohne Titel (Rostiger Elefant)   | Grünfläche Marie-Juchacz-/Konrad-Adenauer-Straße | 51° 36′ 57,6″ N, 7° 30′ 44″ O   | 1988      | Herbert Bernhardt               | Stahlplatten vom Schrott, zugeschnitten, unbehandelt | |
| Hoch am Wind                    | Grünfläche Marie-Juchacz-/Konrad-Adenauer-Straße | 51° 36′ 57,5″ N, 7° 30′ 45,8″ O | 2006      | Gereon Lepper                   | Windkinetische Skulptur, Stahlrohre, Stahlplatten, Farbe | |
| Felsen und Stahl                | Stadtpark, Marie-Juchacz-Straße/Graf-Adolf-Straße | 51° 36′ 51,4″ N, 7° 31′ 4,8″ O  | 1996      | Walter Hellenthal               | Anröchter Kalksteinblöcke, rostender Stahl | |
| Licht blau                      | Westlicher Vorplatz des Rathauses, Graf-Adolf-Straße | 51° 36′ 50,4″ N, 7° 31′ 12,7″ O | 2014      | Arbeitsgemeinschaft Architekten | Kunstharz, blaues Glasgranulat in Kreisen, Umbau der frühen Wassertreppe am Rathaus | Bild gesucht Die Wikipedia wünscht sich an dieser Stelle ein Bild vom hier behandelten Ort. Falls du dabei helfen möchtest, erklärt die Anleitung , wie das geht. BW |
| Windspiel                       | Östlicher Vorplatz des Rathauses, Willy-Brandt-Platz | 51° 36′ 51,7″ N, 7° 31′ 16,9″ O | 2004      | Reinhold Schröder, SAL Münster  | Spiralförmige Säule aus Granit bemalt mit windkinetischer Stahlskulptur im Brunnen | |
| Blumenmädchen                   | Grünanlage, Anfang der Dortmunder Straße | 51° 36′ 47,1″ N, 7° 31′ 10,3″ O | 1955      | Anselm Treese                   | Kunststeinskulptur auf Sandsteinsockel | |
| Büste Hans Scharoun             | Westeingang der Geschwister-Scholl-Gesamtschule, Holtgrevenstraße | 51° 36′ 37,2″ N, 7° 31′ 16,8″ O | 2014      | Andrzej Irzykowski              | Bronzebüste | |
| Spiel                           | Stadtpark, Kurt-Schumacher-Straße | 51° 36′ 36,2″ N, 7° 31′ 37″ O   | 1964      | Hermann Kunkler                 | Bronze | |
| Eisen                           | Stadtpark, Kurt-Schumacher-Straße/Kamener Straße | 51° 36′ 33,6″ N, 7° 31′ 41,4″ O | 1997      | Ekkehard Neumann                | Bodenskulptur, Metall, 60 × 60 × 10 cm | |
| Aufstrebende Stadt              | Theater-Vorplatz, Kurt-Schumacher-Straße | 51° 36′ 40,6″ N, 7° 31′ 36,1″ O | 1984      | Ferdinand F. W. Just            | Plastik aus Aluminium auf hohen Sockel | |
| Roggenmarkt-Brunnen             | Roggenmarkt | 51° 36′ 44,7″ N, 7° 31′ 22,2″ O | 1991      | Helmut Schmidt                  | Brunnen aus Waldsteingranit aus dem Fichtelgebirge mit Müllerfigur | |
| St. Georg-Brunnen               | Vor der Stadtkirche St. Georg, Lange Straße | 51° 36′ 46,4″ N, 7° 31′ 25,5″ O | 1988      | Andrzej Irzykowski              | Beton, Bronze, St. Georg mit Drache | |
| Figurenwand                     | Stadttorstraße/Franz-Goormann-Straße (VHS) | 51° 36′ 48,7″ N, 7° 31′ 31,8″ O | 1992      | Karin Kahlhofer                 | Kupfer | |
| Marktfiguren                    | Willy-Brandt-Platz/Marktstraße | 51° 36′ 50,9″ N, 7° 31′ 19,2″ O | 1989      | Andrzej Irzykowski              | Bronze | |
| Deine Worte im Fluss ... …      | An der Lippebrücke, Lange Straße/Münsterstraße | 51° 36′ 54,2″ N, 7° 31′ 26,5″ O | 2015      | Markus Wengrzik                 | Street-Art, Farbe weiß und schwarz auf Betonmauer | |
| Der Fisch                       | Nähe Lippebrücke, Lange Straße/Münsterstraße | 51° 36′ 53,5″ N, 7° 31′ 29,2″ O | 1990      | Clement Rutenhofer              | Stahlplatte, Rohre, Edelmetall | Bild gesucht Die Wikipedia wünscht sich an dieser Stelle ein Bild vom hier behandelten Ort. Falls du dabei helfen möchtest, erklärt die Anleitung , wie das geht. BW |
| Radial                          | Lange Straße, Nähe Herz-Jesu-Kirche | 51° 36′ 38,2″ N, 7° 31′ 26,8″ O | 2016      | Martin Pfeifle                  | Lichtkunstobjekt, Stahl, LED | |
| Lichtplastik/Komposition Europa | Europaplatz neben dem Rathaus | 51° 36′ 50,1″ N, 7° 31′ 17,7″ O | 2021      | Jan-Peter E.R. Sonntag          | Lichtkunstobjekt, Stahl, LED | Bild gesucht Die Wikipedia wünscht sich an dieser Stelle ein Bild vom hier behandelten Ort. Falls du dabei helfen möchtest, erklärt die Anleitung , wie das geht. BW |